# In Orbit
In Orbit es el segundo álbum de la cantante sueca September. Se destaca por su movido y pegadizo Dance-pop, Electro-pop y Disco. Con este disco se hizo muy popular en varios países europeos, gracias a sus exitosos sencillos: Satellites y Cry for You, el último nombrado alcanzó buenas posiciones en países europeos como: Australia, Suecia, Reino Unido, inclusive llegó a debutar en la posición #74 del importante chart estadounidense: Billboard Hot 100. Otro sencillo destacado fue: Looking for Love, el cual también consiguió debutar en varios países, pero no alcanzó el mismo éxito que los anteriores nombrados. 

## Descripción
Fue lanzado el 26 de octubre de 2005, este es el disco más destacado de su carrera. Su posición más alta se da en Polonia en la #10, Ha vendido más de 100 000 copias, también fue su único disco lanzado en Estados Unidos. Este disco contiene un género Electro, Trance y Disco que impactó en varios países europeos siendo muy apreciado por el público. 

## Sencillos
Satellites
Fue el primer sencillo del álbum lanzado en el 2005, obtuvo un buen éxito, llegando a la posición #4 en su país natal Suecia, pero fue con este que también empezó a debutar en más países como: Finlandia, Polonia y Reino Unido, consiguiendo posiciones destacadas, su mejor posición fue en España llegando a la posición #1. Se destaca en su género Europop y Dance-pop muy pegadizo, tiene un estilo futurista que hace relación a su nombre Satellites.
Looking for Love
Fue el segundo sencillo del álbum, este tiene un estilo Disco y Dance que se diferencia un poco a su anterior sencillo. Este sencillo no obtuvo el mismo éxito que el primero, aun así llegó a la posición #17 en Suecia, pero ya no logró debutar en otros países como el anterior.
Flowers on the Grave
Fue su tercer sencillo, este no tuvo éxito convirtiéndose en su primero que no logró debutar en su país natal Suecia, ni en ningún otro.
Se diferencia mucho de sus anteriores sencillos, con un estilo más suave y lento.
It Doesn't Matter
Su cuarto sencillo, tampoco tuvo éxito al igual que el anterior, no debutó en ningún país, a excepción de Polonia en la #20 y Roma en la #66, aunque volvió a su estilo movido Dance.
Cry for You
Fue su quinto y último sencillo del disco, este es el sencillo más destacado de toda su carrera, con el cual alcanzó muy buenas posiciones en muchos países de Europa, uno de los logros más destacados fue en el Reino Unido, en donde llegó a la posición #5, convirtiéndose en su primer Top 5 en ese país. Otro logro fue en Estados Unidos en donde alcanzó la posición #74 en el Billboard Hot 100, y la #1 en el Billboard Hot Dance, convirtiéndose en su primer sencillo en debutar en Estados Unidos, un logro muy bueno para una artista sueca. Esta canción se destaca en su género Dance-pop, Electro-pop y Trance, que la convirtió en un gran hit. 

## Lista de canciones
| Número | Canción                            |
| ------ | ---------------------------------- |
| 1      | Prelude                            |
| 2      | Cry for You                        |
| 3      | Looking for Love                   |
| 4      | Satellites                         |
| 5      | Flowers on the Grave               |
| 6      | It Doesn't Matter                  |
| 7      | Sacrifice                          |
| 8      | Good Times                         |
| 9      | Midnight Heartache                 |
| 10     | Sound Memory                       |
| 11     | End of the Rainbow                 |
| 12     | Satellites (live acoustic version) |

- Datos: Q2713718